# Chhuikhadan (stato)
Lo Stato di Chhuikhadan fu uno stato principesco del subcontinente indiano, avente per capitale la città di Chhuikhadan.

## Storia
Il territorio di Chhuikhadan si trovava originariamente sottoposto alla sovranità dei Bhonsle di Nagpur, ed il primo principe locale fu Mahant Rup Das nel 1750. Dopo la sconfitta dei maratha, nel 1865, lo stato venne ufficialmente riconosciuto dall'India britannica con un sanad a Mahant Laxman Das. Shrimant Mahant Rituparna Kishore Das, l'ultimo sovrano del principato, firmò l'ingresso a far parte dell'Unione Indiana il 1º febbraio 1948. Il palazzo che fu la residenza dei sovrani è ancora in ottime condizioni.

## Governanti
I governanti avevano il titolo di Shrimant Mahant.

### Shrimant Mahant
- Rup Das Bairagi	1750–1780
- Tulsi Das Bairagi	1780–1812
- Balmukund Das Bairagi	1812-1845
- Lakshman Das Bairagi	1845–1887
- Shyam Kishore Das	1887-1896
- Radhaballabh Kishore Das	1896-1898
- Digvijay Yugal Kishore Das	1898-1903
- Bhudhar Kishore Das	1903-1940
- Rituparna Kishore Das	1940-1947